# 新華通訊社香港分社

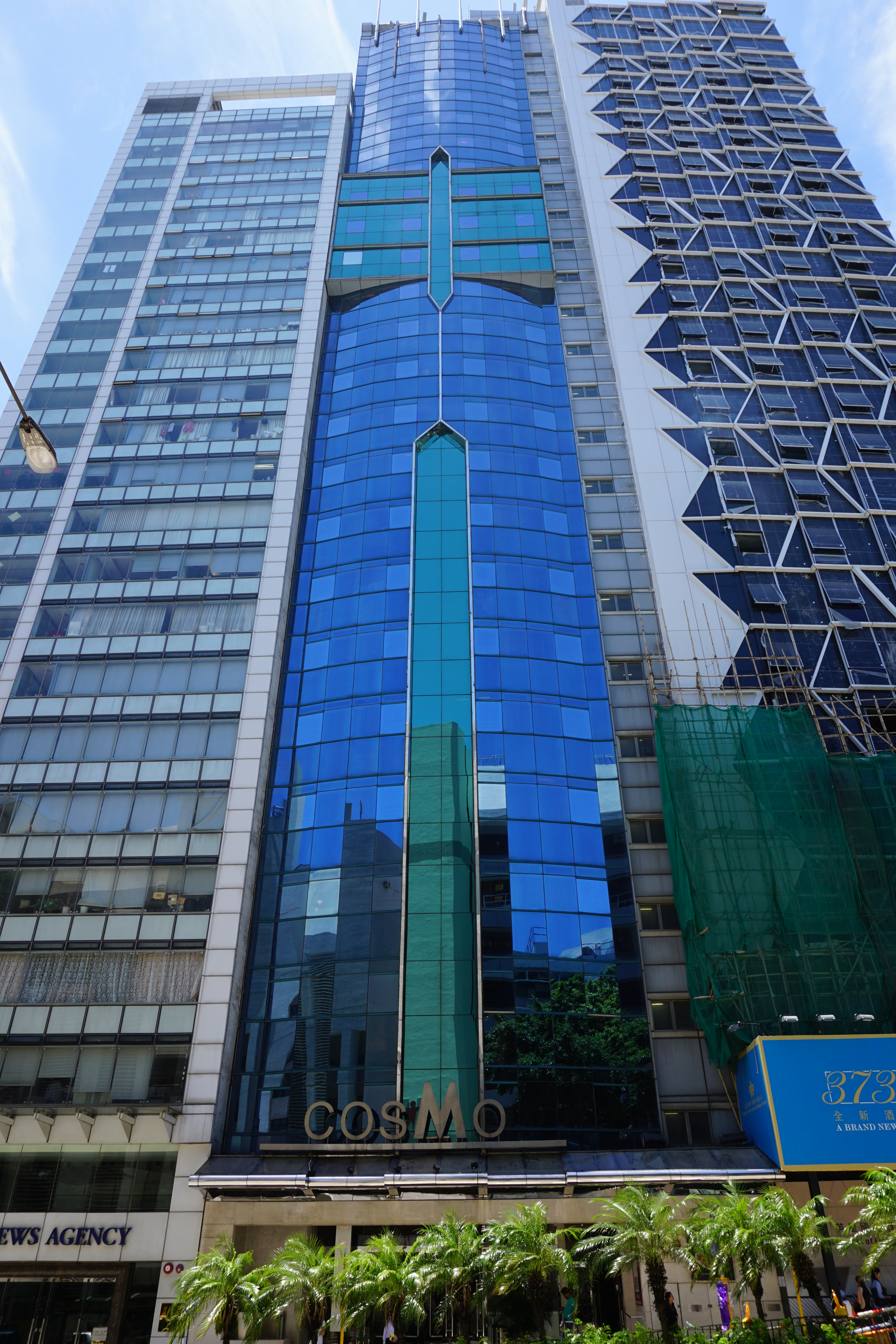
灣仔新華社大樓（圖左建築）

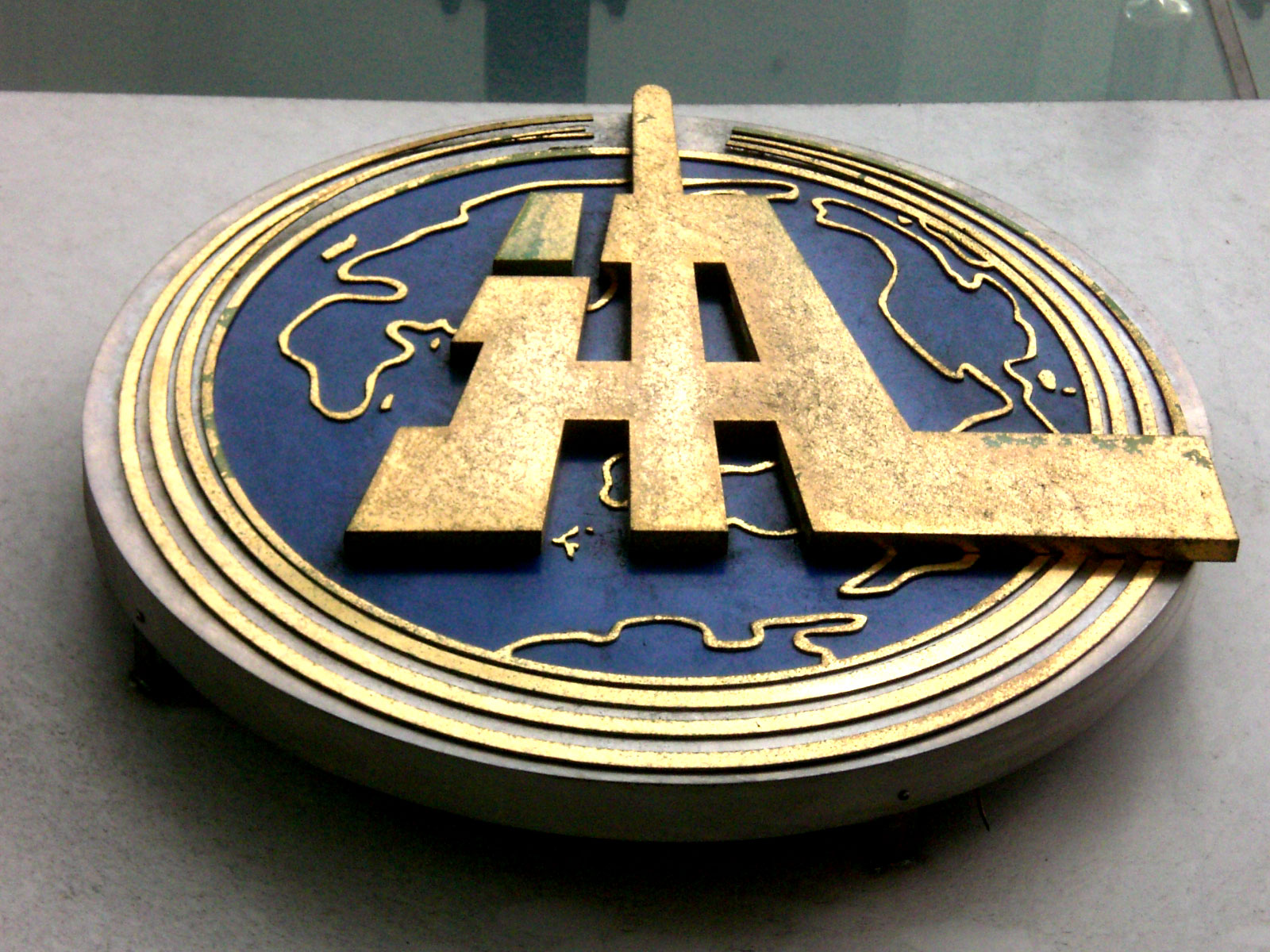
灣仔新華社

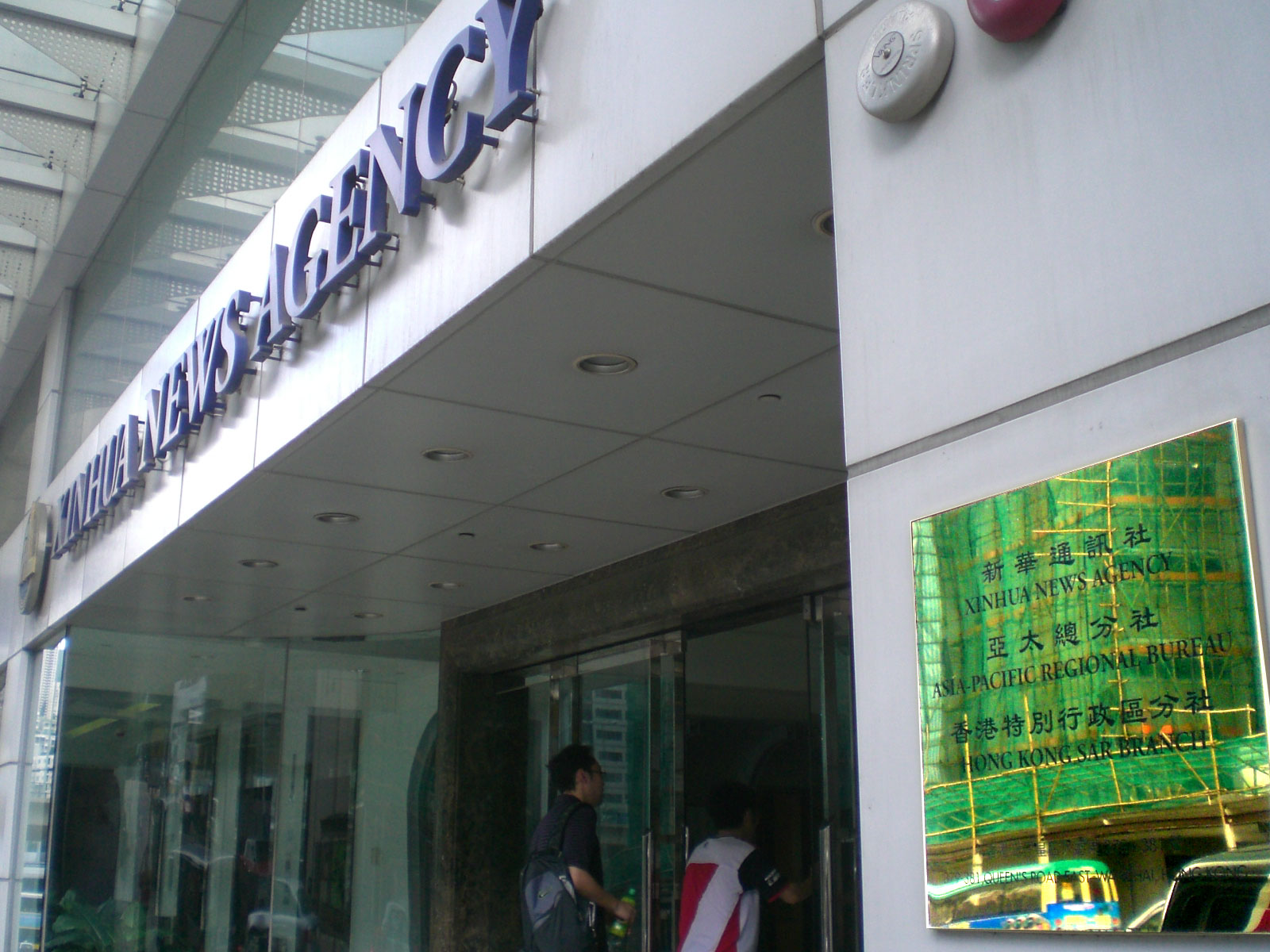
灣仔新華社

新華通訊社香港特别行政区分社有限公司（英語：Xinhua News Agency Hong Kong Special Administrative Region Branch Limited），簡稱新華社香港分社，是新華通訊社设在香港的新闻传媒机构，同时也是新华通讯社亚太总分社。
英屬香港时期，「新华通讯社香港分社」（大新华）为中共中央和中华人民共和国政府派驻香港的准官方代表机构，被称为「北京的實質大使館」，中华人民共和国透過它與英國政府进行非官方外交接觸。以新華社為名，是由于中英双方在北京驻港官方代表机构问题上无法达成一致，而使用的权宜名称。「新华通讯社香港分社总编辑室」（小新华）才是新闻机构。香港主權移交中国後，2000年「大新华」更名为中央人民政府駐香港特別行政區聯絡辦公室（中联办），「小新华」则更名为新华通讯社香港特别行政区分社有限公司，继续从事新闻业务。

## 歷史

### 港英时期
在新華社香港分社成立前，1945年9月初到10月中旬，中共广东区党委派谭天度作为中共代表同港督代表会谈，港英当局接受了中共提出的全部条件，承认中共在港合法地位，同意中共在港建立半公开工作机构。1945年底中共在香港创办新华南通讯社。该社本该叫新华社华南分社，因港英当局不同意而用此名。1946年6月，广东区党委委员、港粤工委委员饶彰风任社长。
1946年10月下旬，乔冠华、龚澎夫妇抵达香港，当时“香港已成为南京和上海的第二线”（见10月29日周恩来致电）。根据中共中央安排，乔冠华此行主要任务是筹备成立新华通讯社香港分社，龚澎除与乔冠华一道开展统战工作外，还将在香港创建中共第一份向海外大量发行的英文周刊《中国文摘》（CHINA DIGEST）。1983年乔冠华向广东党史办回忆道：“中央要我去香港，明确我的任务是，你去香港与港英当局交涉，要公开成立新华社香港分社，要港英当局承认。”“港英当局我是很熟悉的，过去经常打交道。1946年10月底，我到港后就把文件交港英当局，是关于成立新华社香港分社内容的。出乎意料，对方很快就答复了，同意新华分社在港设立，可以在港收录新华社的新闻材料，同时印出来，供人订阅。”“取得这个权力在现在看来很简单，但在当时可不简单。这是港英当局在历史上与我党第一次建立关系。不管对这种关系作怎样的估计，我认为应该这样看。”
1947年5月1日，新華社香港分社正式成立，首任社长是乔冠华。原先东江纵队驻港办事处在九龙弥敦道172号三层有两个单元作为办公室，这是栋小公寓楼，一层是家面包铺。新华社香港分社成立后，这里成为社址。香港分社成立初期是中共驻香港地区的半公开机关和新闻机构，主要任务是处理中共解放区与港英当局的交往及有关事务，建立中共与海外沟通的渠道，是当时解放区唯一的对外窗口。分社由15人组成，其中有中共中央南方局在香港《正报》的三名编辑（李冲后来任总编，谭干任副总编）、南方局地下电台五名报务员，东江纵队驻港办事处五名工作人员，他们负责发行、交通、后勤等工作。乔冠华来时，黄作梅（1947年调新华社伦敦分社）、谭干、肖贤法等人已在港，后上级增派杨琦。分社的主要工作是抄收总社的电讯稿，编辑成英文稿与中文稿发给在港媒体及东南亚媒体。分社并不在港采访。
作为中共在香港的代表，乔冠华常与港英当局交涉，乔冠华、龚澎夫妇也多次应邀出席港英当局重要活动，与香港总督十分熟悉。此外他们还与不少西方驻港记者来往并接受采访、收集资料。乔冠华回忆：“从这两件事，一是成立新华社，二是出版《中国文摘》，可以看出英国政府的两面政策，一方面，它要与美国和中国国民党搞关系，另一方面对我们也不拒绝，也拉一点关系。”
1950年1月6日，英国承认中华人民共和国，次日位於九龍的中華民國外交部兩廣外交特派員公署自行关闭，结束了中華民國與香港關係。但英国当局坚决拒绝中华人民共和国派驻正式的官方代表机构，理由是在香港出现这样机构将会形成“两个权力中心”，影响香港政府的管治及利益。英国建议中华人民共和国在香港设立总领事馆。但如果设立总领事馆，等于正式承认香港是英国的属土或殖民地，而中华人民共和国一贯认为香港是中国领土。因此中英双方僵持不下，最后只好延续内战时期新华社香港分社代表中共与香港政府事务性交涉的做法，由新华社香港分社作为中华人民共和国派驻香港的官方代表机构，继续办理中英之间的事务性接触。此时，香港分社的新闻队伍已经扩大到50余人，此外还有一套与香港政府交涉的行政班子；而中共港澳工委设在广州，在中共中央华南分局（后为中共广东省委）领导之下，工委书记为华南分局组织部长区梦觉兼任，副书记王匡（新华社华南总分社社长兼任），秘书长黄施民；港澳工委在香港派驻一个工作小组，负责人是港澳工委驻港特派员张铁生，该工作组就驻在香港分社；而香港分社社长黄作梅党内身份是港澳工委驻港副特派员。
1955年4月11日，中华人民共和国派出参加亚非会议的工作人员与记者乘坐的克什米尔公主号民航飞机，从香港起飞后在飞行途中因事先安放的炸弹爆炸导致机毁人亡，香港分社时任社长黄作梅也在其中遇难。中英关系陷入紧张。1956年香港的亲國民黨右派发起双十暴动，中英关系更趋恶化。其后，周恩来代表中国政府对英国提出三项长期保持现状的条件：（1）不能把香港提供作国际反华的军事基地（主要指不能作为美国第七舰队的军事基地）；（2）不在香港从事颠覆中国的活动（指香港当局有责任制止从香港潜入内地的特务破壞活动）；（3）保护中方驻港机构与人员。在明确接受上述条件后，香港与中国内地的关系长期保持了稳定。
1956年，毛泽东巡视广东，批评了把港澳工委设在广州脱离一线的做法。此后，港澳工委迁回香港。
1959年10月，时任广东省教育厅厅长的梁威林出任香港分社社长，并任港澳工委书记。梁威林是资深的革命者，从事广东东江与港九的武装抗日工作多年。梁任分社社长近20年时间，直到1978年5月从国务院侨办分拆成立国务院港澳事务办公室，代表中央直接领导港澳工委，同年7月12日梁威林卸任。接任新华社香港分社社长的王匡，是深得时任国务院港澳办主任廖承志信任的同乡。
中华人民共和国政府曾多次援引1949年前国民政府在香港设有外交特派员的先例，要求在港设立官方正式机构。1973年6月姬鹏飞外长访英时，英國前首相、外相何謨在会谈中正式答复说，英方认为对中方在香港的代表机构的格局做出改变的时机尚不成熟，再次拒绝了中方的建议。1978年9月30日，港督麦理浩第一次出席新华社香港分社举办的中华人民共和国国庆招待会，自此形成惯例，此后历任港督每年都出席。
1980年代初，中华人民共和国外交部派出-梁上苑}-、国务院华侨事务委员会派出朱曼平任香港分社社长。这时中华人民共和国在港澳的工作主要属于华侨事务，由国务院侨委负责，通过广东省委来领导港澳工委贯彻落实。
1983年，中英关于香港前途的谈判进入实质阶段。廖承志于此时突然去世，已经退出工作一线的资深外交人士姬鹏飞复出任国务院港澳办主任。新华社香港分社社长兼中共港澳工委书记也换成了时任中共中央委员、江苏省委第一书记许家屯。姬鹏飞与许家屯在抗战时期与第二次国共内战中，一直在苏中从事地方工作及军队政治工作，长期是上、下级关系。
香港回歸前至2000年，香港新華社分為兩個部分：俗稱「小社」或「小新華」的“新华社香港分社总编辑室”，设在湾仔霎西街5号，在业务上受新华社总社的领导，办理新闻业务；另一是俗稱「大社」或「大新華」的中共港澳工委，是中共在香港的党组织。
中华人民共和国派驻香港的情报干部来自公安部与国家安全部，大都被安排在新华社香港分社的保安部。在港中资企业，其业务工作由各自本系统上级统管；但中资企业涉及香港的事项、干部任免，由港澳工委领导、批准。
1989年六四事件後，北京要求所有在香港的中方官員，均須返回北京「重新登記」，實際上是要進行政治審查。1990年，時任新華社香港分社社長許家屯出逃美國，1991年，時任新華社香港分社經濟部長陳哲生亦出逃法國。

### 香港回归后
1999年12月28日，朱镕基总理主持召开国务院第24次常务会议，会议做出决定，自2000年1月18日起新华通讯社香港分社更名为“中央人民政府驻香港特别行政区联络办公室”，任命分社社长和副社长为中联办主任和副主任。2000年1月17日，新华通讯社和中央电视台分别于下午6时和7时播发了国务院的决定。原“新華社香港分社”進行重組，新华通讯社香港特别行政区分社有限公司恢复其新聞機構本質，而中共中央香港工作委员会机关則分拆出來成為中央人民政府駐香港特別行政區聯絡辦公室（中聯辦）。2000年1月18日上午10时，在办公楼大门外举行了简单的挂牌揭幕仪式。
新華社香港分社早期設立的辦事處位於尖沙咀加拿芬道26號，隨後遷至霎西街5號。其後又遷至跑馬地皇后大道東387號。該建築原為一間接近完工的酒店，於1970年代初被新華社香港分社購入改建，1978年7月入驻。2002年，該社遷至附近的皇后大道東381號；原址則售予遠東發展恢復為酒店用途，現為香港灣仔帝盛酒店。

## 历任社长
- 乔冠华（1947年5月—1949年10月）
- 黄作梅（1949年10月—1955年4月）
- 梁威林（1958年4月—1977年12月）

1. 王匡（1978年12月—1983年？月）
2. 李菊生（1978年？月—1984年5月）
3. 许家屯（1983年5月—1990年1月）
4. 周南（1990年1月—1997年7月）
5. 姜恩柱（1997年7月—2000年1月）
6. 张国良（2000年1月—2000年11月）
7. 徐学江（2000年11月—2002年底）
8. 薛永兴（2002年底—2010年1月）
9. 俱孟军（2010年1月—2016年底）
10. 孙勇 （2017年1月—）

## 事件
2019年11月2日下午5时25分，香港反對逃犯條例修訂草案運動示威者破坏新华社香港分社大门玻璃、闸门，并向大堂投掷燃烧弹，中國官方谴责。

## 外部連結
- 新華社在香港的功能：大新華和小新華